# Видошичі
Видошичі (словен. Vidošiči) — поселення в общині Метлика, регіон Південно-Східна Словенія, Словенія.